# Vertigo (U2)
Vertigo is de eerste single van het album How to Dismantle an Atomic Bomb van de Ierse band U2. De single verscheen in november 2004. Op de single staan ook de nummers Are You Gonna Wait Forever, Vertigo (Jack Knife remix) en Neon Lights.

## Achtergrond
"Vertigo" is een voor U2-begrippen stevig en uptempo rocknummer, dat de naam ontleend aan een Alfred Hitchcock-film uit 1958. Met het begrip "Vertigo" wordt meestal een gevoel van duizeligheid of desoriëntatie aangeduid, maar in de context van dit nummer lijkt het te gaan over het openen van je geest en het op een andere manier bekijken van de dingen.
In de intro van het nummer zingt Bono: "Unos, dos, tres, catorce!" In het Spaans betekent dit "enkele, twee, drie, veertien!". Er bestaan diverse theorieën over deze regel. Volgens de meeste kenners komt het neer op het feit dat How to Dismantle an Atomic Bomb het elfde studioalbum is van U2, anderen zeggen dat Bono naar de Bijbel verwijst (1e testament, 2e boek, 3e hoofdstuk, 14e vers).
Met "Vertigo" wist U2 drie Grammy Awards in de wacht te slepen; in de categorieën "Best Rock Song", "Best Rock Performance by a Duo or Group with Vocal" en "Best Short Form Music Video".
Een eerdere versie van het nummer, genaamd ‘Native Son’, verscheen op de boxset “the complete U2”. De tekst van dit nummer was gebaseerd op de arrestatie en veroordeling van Leonard Peltier, maar werd later in een gewijzigde vorm uitgebracht als ‘Vertigo’.
De bijbehorende videoclip werd geschoten in Spanje.
Het nummer werd gebruikt in een reclame voor de iPod van Apple.
De single werd een wereldwijde hit. In thuisland Ierland werd de nummer 1-positie behaald, net als in Denemarken, Italië, Griekenland, Spanje en het Verenigd Koninkrijk. In Australië en Nieuw-Zeeland werd de 5e positie behaald, de VS de 31e, Canada de 2e, Frankrijk de 13e, Duitsland de 9e, Oostenrijk de 4e, Zwitserland de 6e en in Zweden,  Noorwegen, Finland en de Eurochart Hot 100 de 2e.
In Nederland was de single in week 40 van 2004 de 596e Megahit op 3FM en werd mede hierdoor een hit. De single bereikte in zowel de publieke hitlijst; de Mega Top 50 op 3FM als in de Nederlandse Top 40 op destijds Radio 538 de 2e positie.
In België bereikte de single de 16e positie in de Vlaamse Ultratop 50 en de 9e positie in de Waalse Ultratop 50. In de Vlaamse Radio 2 Top 30 werd géén notering behaald.
Sinds de editie van december 2007 staat de single genoteerd in de jaarlijkse Top 2000 van de Nederlandse publieke radiozender NPO Radio 2, met als hoogste notering een 486e positie in 2007.

## NPO Radio 2 Top 2000
| Nummer met noteringen in de NPO Radio 2 Top 2000 | '07 | '08  | '09 | '10 | '11 | '12 | '13 | '14  | '15  | '16  | '17  | '18  | '19  | '20  | '21  | '22  | '23  | '24  |
| ------------------------------------------------ | --- | ---- | --- | --- | --- | --- | --- | ---- | ---- | ---- | ---- | ---- | ---- | ---- | ---- | ---- | ---- | ---- |
| Vertigo                                          | 486 | 1785 | 637 | 606 | 709 | 724 | 708 | 1023 | 1192 | 1286 | 1148 | 1250 | 1381 | 1427 | 1777 | 1781 | 1862 | 1443 |

1. ↑  Een vetgedrukt getal geeft de hoogste notering aan.
2. ↑  2007 was het eerste jaar met een notering voor dit nummer.